# Le Jeu de la Mort
Le Jeu de la Mort is een Franse documentaire waarin het experiment van Milgram uit de jaren zestig werd overgedaan als een realityprogramma en een quiz-programma onder de naam La Zone Xtrême. De documentaire werd uitgezonden op France 2 en later op de Belgische zender Canvas.

## Opzet
De opzet van de documentaire was om tachtig mensen te laten geloven dat ze meededen aan een quiz op televisie, waarbij de tachtig kandidaten ingedeeld werden bij de "uitvoerders" die vragen moesten stellen aan een "tweede kandidaat" en bij een verkeerd antwoord van deze laatste moesten ze hem elektrische schokken toedienen. De "uitvoerders" wisten echter niet dat de tweede kandidaat die ze schokken moesten toedienen een acteur was. Het geven van de elektrische schokken gebeurde niet echt maar de tachtig kandidaten wisten dit niet.
De tachtig proefpersonen moesten weerstaan aan het medium televisie, dat in de documentaire werd voorgesteld als de nieuwe Big Brother. Ze moesten weerstaan aan de geruststellende woorden van de televisiemensen waaronder presentator Tania Young, die de kandidaten gerust probeerde te stellen dat alle verantwoordelijkheid bij hen (de televisie) lag, alsook werd het publiek ingeschakeld om de kandidaten te overtuigen verder te doen.
De stem van de acteur gaf aan dat de elektrische schokken vanaf 100 volt ondraaglijk werden, vanaf 200 volt kwam er jammerlijk geschreeuw, vanaf 400 volt kwam er geen antwoord meer wat moest voorstellen dat hij bewusteloos was, toch ging 81 % tot het einde door met het geven van elektrische schokken.

## Resultaat
- 9% van de kandidaten verzette zich en weigerde om een pijnlijke schok van meer dan 100 volt toe te dienen.
- 9% van de kandidaten staakte het programma voordat de ultieme schok van 480 volt gegeven moest worden.
- 81% van de kandidaten ging tot het einde door met het geven van elektrische schokken.